# Fuensaldaña
Fuensaldaña település Spanyolországban, Valladolid tartományban. Fuensaldaña Valladolid, Villanubla, Mucientes és Cigales községekkel határos. Lakosainak száma 2137 fő (2024).

## Népesség
A település népessége az utóbbi években az alábbiak szerint változott:
| Lakosok száma | 1041 | 1149 | 1316 | 1393 | 1435 | 1468 | 1607 | 1773 | 2025 | 2137 |
|               | 2001 | 2004 | 2007 | 2009 | 2012 | 2014 | 2017 | 2019 | 2022 | 2024 |